# マッド・シティ (ゲーム)
『マッド・シティ』（英題：The Adventures of Bayou Billy）は、1988年8月12日にコナミから発売されたファミリーコンピュータ用ソフト。

## 概要
プレイヤーは元軍人の主人公・ビリーを操作して、謎の組織からヒロイン・アナベルを救出する。
ステージは全9面だが、ステージごとにジャンルが違っている。
大半のステージはベルトスクロールアクションゲームだが、ステージ2とステージ7はガンシューティングゲーム、ステージ4とステージ5はフロントビューのレースゲームとなっている。
また、ファーストパーソン・シューティングゲームのステージが光線銃に対応しているモードと苦手なジャンルに慣れるためのプラクティスモードも用意されている。
2015年にはWii U用バーチャルコンソールとして配信された。

## ストーリー
ビリー・ウエストはベトナム戦争を体験した退役軍人であり、終戦後も都会の生活になじめず、故郷の田舎で静かに暮らしている。彼は大企業の令嬢・アナベルと恋愛関係を結ぶが、周囲は身分違いの恋に反対する。
そんな彼らを謎の組織が目をつけ、組織のボスであるゴードンはビリーを抹殺するためにアナベルを誘拐する。ビリーはアナベルを救うため、謎の組織に立ち向かう。

## スタッフ
- 原作：Mr.KONAMI
- 企画：SHINAMON AOYAMA（青山和浩）、GRASSHOPPER OGAWA（小川光章）、SAI TSUKASA（日吉司）、MOON NAKAMOTO（月仲本）、日下進
- プログラム：SHINAMON AOYAMA（青山和浩）、GRASSHOPPER OGAWA（小川光章）、SAI TSUKASA（日吉司）、BONO BONO EBISU（蛭子悦延）
- キャラクター・デザイン：MOON NAKAMOTO（月仲本）、日下進
- 音楽、効果音：MAD JUN（船橋淳）、MICHAEL MAEZAWA（前沢秀憲）、Mt.FUJIO（藤尾敦）、NEW CUPLE OGURA（小倉努）
- タイトル・デザイン： NAKAMOTO ICHIGOU
- グラフィック・デザイン：LONELY KAMBE（神戸良治）
- ビジュアル・デザイン：SHIMONETA KENJI（霜出健治）
- ディレクター：SHINAMON（青山和浩）、SAIMON（日吉司）
- マネージャー：樹下國昭
- アシスタント：Mr.KITAOKA
- スペシャル・サンクス：小林右一
- コナミ・バグ・チェッカーズ：小池あき、A.NOZAKI、蛭子悦延、H.EDA、山根秀直、J.HANDA、KAZUCHAN、汾陽桂太、K.SYO、M.KURONO、中里伸也、OSUMI、NOBUCHAN（松岡伸治）、FUJIMOTO NIGOU（藤本武史）、SHINSAN、村田智、SOUP、萩原徹、URAT、Y.KIKUCHI

## 評価
ファミリーコンピュータ版
ゲーム誌『ファミコン通信』の「クロスレビュー」では合計25点（満40点）、『ファミリーコンピュータMagazine』の読者投票による「ゲーム通信簿」での評価は以下の通り19.17点（満30点）となっている。
| 項目 | キャラクタ | 音楽 | 操作性 | 熱中度 | お買得度 | オリジナリティ | 総合  |
| 得点 | 3.35       | 3.28 | 3.16   | 3.19   | 2.98     | 3.21           | 19.17 |